# Филипина
Филипина је словенско женско име које се највише користи у Пољској и представља женски облик имена Филип.

## Имендани
Имендани се славе у Пољској: 21. августа, 20. септембра и 18. новембра.

## Популарност
У Словенији је ово име 2007. било на 1.195. месту по популарности.